# Paul Évariste Parmentier
Paul Évariste Parmentier  (Semmadon, Haute-Saône, 29 de abril de 1860 – Besançon, 10 de maio de 1941) foi um agrônomo e botânico francês.
Ele deu aulas nas comunidades de Arbois (1882-1889) e Baume-les-Dames (1889-98) e, entretanto, recebeu seu diploma em ciências naturais em Besançon (1889) e seu doutorado na Universidade de Lyon (1892). A partir de 1892 foi professor de botânica agrícola na faculdade de ciências de Besançon, onde deu aulas até 1930. Em Besançon, também atuou como diretor de seu jardim botânico.
De 1902 a 1919 foi diretor da estação agrícola de Franche-Comté. De 1903 até sua morte, ele serviu como presidente da Société d'Horticulture du Doubs (Horticultural Society of Doubs).

## Trabalhos selecionados
- Contribution à l'étude du genre Pulmonaria, 1891
- Histologie comparée des Ébénacées dans ses rapports avec la morphologie et l'histoire généalogique des ces plantes, 1892
- Histoire des Magnoliacées, 1895
- Abiétinées du département du Doubs au point de vue de l'arboriculture et de la sylviculture, 1895
- Flore nouvelle de la chaîne jurassique & de la Haute-Saône, à l'usage du botaniste herborisant, 1895
- Recherches anatomiques et taxinomiques sur les rosiers, 1898
- Traité élémentaire et pratique de botanique agricole, 1902
- Les noyers et les carya en France: espèces et variétés – culture – maladies – produits, 1912
- Leçons de botanique appliquée a l'horticulture et notions d'horticulture pratique, 1924.[2]